# قصاب و پروانه
قصاب و پروانه (به انگلیسی: The Butcher and the Butterfly) سومین آلبوم استودیویی از گروهٔ موسیقی آلترناتیو راک کوئینادرینا می‌باشد که در مهٔ سال ۲۰۰۵ از سوی وان لیتل ایندیپندنت و امپریال رکوردز منتشر گردید.